# زاك دي بير
زاك دي بير هو شخصية أعمال ودبلوماسي وطبيب وسياسي جنوب أفريقي، ولد في 11 أكتوبر 1928 في Woodstock, Cape Town ‏ في جنوب أفريقيا، وتوفي في 27 مايو 1999 في كيب تاون في جنوب أفريقيا. نشط حزبياً في Progressive Federal Party ‏. وقد انتخب عضو برلمان جنوب أفريقيا ‏.